# Štefan Závacký
Štefan Závacký (ur. 8 maja 1937 w Wielkiej Łomnicy) – słowacki taternik, przewodnik tatrzański i ratownik górski.
Štefan Závacký był aktywnym taternikiem od 1959 roku, w 1963 otrzymał uprawnienia przewodnickie i został zawodowym ratownikiem Pogotowia Górskiego. Wśród jego taternickich dokonań można wyróżnić zimowe przejście północno-zachodniej ściany Galerii Gankowej, zimowe przejście północnej ściany Wysokiej, zimowe przejście zachodniej ściany Łomnicy i zimowe przejście północnego filara Mięguszowieckiego Szczytu Wielkiego.